# Tribunal de Recurso de Timor-Leste
Das Tribunal de Recurso de Timor-Leste (deutsch Berufungsgericht Osttimors), laut Verfassung das Supremo Tribunal de Justiça (deutsch Oberste Gerichtshof) ist das höchste Gericht Osttimors und garantiert die Unparteilichkeit des Gesetzes im Staatsgebiet der Republik. Es ist zuständig für Strafrecht, Verfassungsfragen und das Wahlgesetz (§ 124 Art. 1 und 2 der Verfassung). Der Sitz des Gerichts befindet sich im Stadtteil Borohun (Suco Caicoli) an der Rua de Caicoli, westlich des Mercado Municipal.
Eine Trennung von Berufungsgericht und Obersten Gerichtshof ist zwar vorgesehen, scheitert aber am Mangel an geeigneten, einheimischen Juristen.

## Geschichte und Kompetenzen

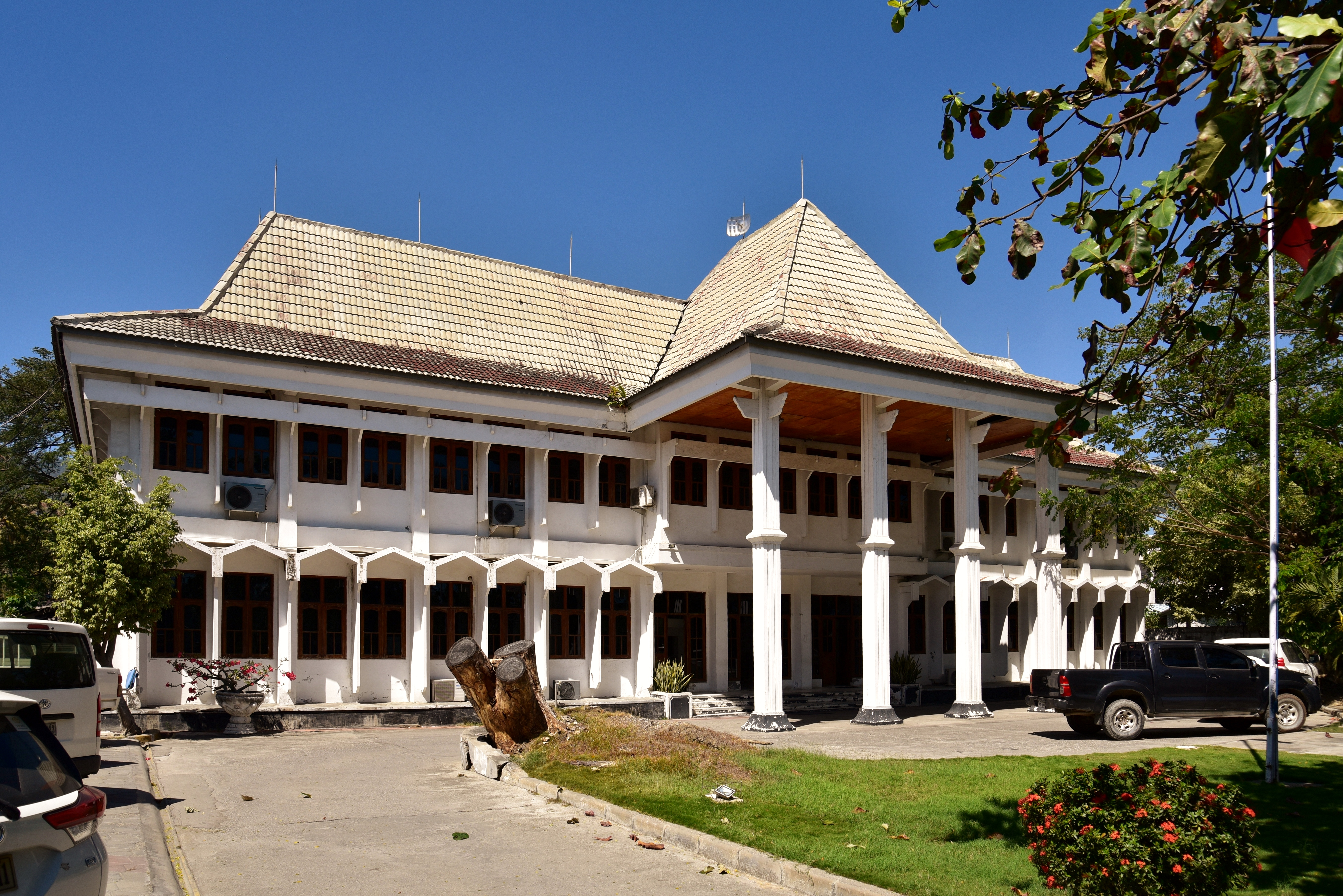
Gebäude des Tribunals (2023)

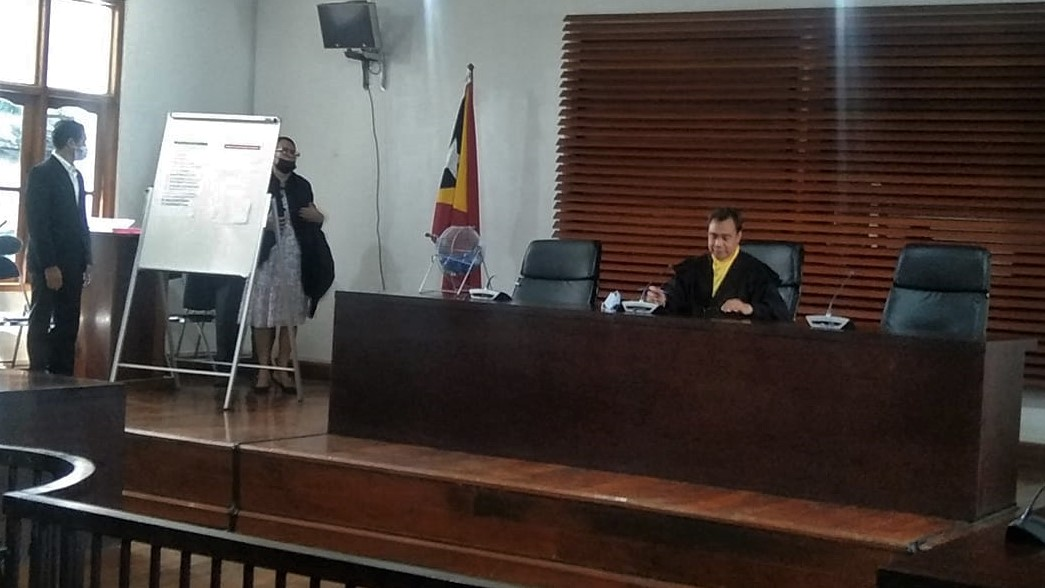
Deolindo dos Santos im Sitzungssaal des Tribunals

Mit Wiederherstellung der Unabhängigkeit Osttimors am 20. Mai 2002 erhielt die Verfassung ihre Gültigkeit, die in § 124 die Schaffung eines Obersten Gerichtshofs fordert. Seine Funktion und Zusammensetzung werden in § 125 geregelt. Er kann, je nach gesetzlicher Vorgabe, als erste oder zweite beziehungsweise einzige Instanz wirken. In ihm sitzen Berufsrichter, Magistrados des Ministeriums und verdiente Juristen. Ein Richter wird durch das Nationalparlament bestimmt, die anderen durch den Conselho Superior da Magistratura Judicial (deutsch Oberster Rat des Justizwesen). Der Präsident des Gerichts wird vom Staatspräsidenten Osttimors aus den Reihen der Richter des Berufungsgerichts ernannt.
§ 126 der Verfassung legt die Kompetenzen des Gerichts fest. Es befasst sich mit allen rechtlichen Verfassungsfragen, prüft auf verfassungswidriges Verhalten von Rechts- und Verwaltungsorgane der Staats und Verfassungsmäßigkeit von Verordnungen, Gesetzen und Volksabstimmungen. Ebenso prüft das Gericht auf Verfassungswidrigkeit durch Unterlassungen oder die verfassungswidrige Urteile unterer Instanzen.
Dazu kommt die verfassungs- und gesetzmäßige Prüfung der Rechtmäßigkeit der Bildung, Anmeldung oder Auflösung von politischen Parteien und ihrer Koalitionen. Bei den Präsidentschaftswahlen prüft der Oberste Gerichtshof die gesetzlichen Voraussetzungen für die Kandidaten und bei allen Wahlen den Einklang der Handlungen im Wahlprozess mit demgültigen Recht. Schließlich prüft das Gericht die Wahlergebnisse und verkündet sie offiziell.

## Mitglieder
Gemäß Artikel 125 der Verfassung können Mitglieder des Obersten Gerichtshofs Berufsrichter, Staatsanwälte oder Juristen mit anerkannten Verdiensten werden, die Osttimoresen sind. Die Zahl der Mitglieder legt ein Gesetz fest. Der Gerichtspräsident wird vom Staatspräsidenten ernannt, die anderen werden vom Nationalparlament gewählt und vom Obersten Rat der Justiz bestellt.

### Präsidenten
Die Amtszeit des Gerichtspräsidents beträgt vier Jahre. Sie kann verlängert werden.
| Name                          | Bild | Amtszeit                         | Anmerkungen                                       |
| ----------------------------- | ---- | -------------------------------- | ------------------------------------------------- |
| Cláudio de Jesus Ximenes      |      | 2003–2014                        | Zweimal im Amt bestätigt, vorzeitiger Rücktritt   |
| Guilhermino da Silva          |      | 2014–2017                        | Aus gesundheitlichen Gründen 2017 zurückgetreten. |
| Maria Natércia Gusmão Pereira |      | interim 2007–2009, 2015/16, 2017 | [ 5 ]                                             |
| Deolindo dos Santos           |      | 28. April 2017 – 28. April 2025  | [ 6 ]                                             |
| Afonso Carmona                |      | seit 29. April 2025              | [ 7 ]                                             |

### Weitere Richter
- Maria Natércia Gusmão Pereira[8]
- Jacinta Correia da Costa (Osttimor), seit 2003[9]
- Duarte Tilman Soares[10]
- António José Fonseca de Jesus[10]

### Ehemalige Richter
Zur Unterstützung beim Aufbau des Justizsystem Osttimors wurden bis 2014 auch Richter aus anderen Ländern eingesetzt.
- Frederick Egonda-Ntende (aus Uganda)[11]
- José Luís da Góia (aus Portugal)[8]
- Cid Orlando Geraldo (aus Portugal)[8][12]
- José Maria Calvário Antunes (Portugal), Juni 2003 – ?